# Richard Hamann
Heinrich Richard Hamann (29. května 1879, Seehausen (Börde) – 9. ledna 1961, Immenstadt, Allgäu) byl německý historik umění a zakladatel Obrázkového archivu a fototéky v Marburgu.

## Životopis
Hamann studoval filozofii, germanistiku a dějiny umění na Humboldtově univerzitě, kde v roce 1902 složil doktorát u Wilhelma Diltheyho. V roce 1911 habilitoval u Heinricha Wölfflina a stal se profesorem dějin umění na Königliche Akademie zu Posen. V roce 1913 začal přednášet na univerzitě v Marburgu, kde zůstal až do odchodu do důchodu v roce 1949.
V roce 1924 vyšla v marburské ročence pro kunsthistorii jeho průkopnická práce o německých středověkých plastikách; v ní jako první uvádí skutečnost, že kronika Dětmara z Merseburku popisuje kříž z doby kolínského biskupa Gera, který je totožný s krucifixem v kolínské katedrále (dnes známý jako Gerokreuz).
Hamann založil Bildarchiv Foto Marburg, fotografické oddělení kunsthistorických seminářů, pro které stále shromažďoval fotografie, skleněné negativy a další obrazový materiál. Stále systematicky rozšiřovaný fond představuje až dosud největší uměleckohistorickou sbírku svého druhu v Evropě.
V roce 1949 se Hamann stal řádným členem Akademie věd DDR. Získal také Národní cenu Německé demokratické reúpubliky.
K Hamannovým žákům patřili Hermann Deckert a Oskar Schürer. Také Hamannův syn Richard byl historikem umění, který však po roce 1939 přijal matčino příjmení - Richard Hamann-Mac Lean. Germanista Jost Hermand byl Hamannův dlouholetý spolupracovník a žák.
Marburská univerzita na jeho počest založila cenu Richarda Hamanna. Jako první ji v roce 2009 obdržel Horst Bredekamp.

## Dílo
- Geschichte der Kunst von der altchristlichen Zeit bis zur Gegenwart. Knaur Berlin, 1935
- Ägyptische Kunst. Wesen und Geschichte. Knaur Berlin, 1944
- Geschichte der Kunst. 1. svazek: Von der Vorgeschichte bis zur Spätantike. 2. svazek: Von der altchristlichen Zeit bis zur Gegenwart. Droemersche Verlagsanstalt München 1959.
- spoluautor Jost Hermand: Deutsche Kunst und Kultur von der Gründerzeit bis zum Expressionismus, 5 svazků (Gründerzeit, Naturalismus, Impressionismus, Stilkunst um 1900, Expressionismus), Akademie-Verlag, Berlín, 1967
  - také vydáno v Nymphenburger Verlagshandlung, Mnichov 1976 pod názvem: Epochen der deutschen Kultur von 1870 bis zur Gegenwart; svazek 5: Expressionismus ISBN 3-485-04057-6